# Kỵ sĩ Madara
Kỵ sĩ Madara hay Người cưỡi ngựa Madara  (tiếng Bulgaria: Мадарски конник, Madarski konnik) là khối đá lớn khắc hình nổi từ đầu thời Trung Cổ trên cao nguyên Madara, gần làng Madara, phía đông tỉnh Shumen thuộc vùng đông bắc Bulgaria. Tượng đài này có niên đại vào đầu thế kỷ 7 hoặc trong nhiều trường hợp có khả năng vào đầu thế kỷ thứ 8 dưới triều đại Hãn Bulgar Tervel. Năm 1979, nó đã được UNESCO công nhận là Di sản thế giới.

## Mô tả
Bức phù điêu mô tả một kỵ sĩ oai vệ cao 23 m (75 ft) so với mặt đất, được khắc trên một vách đá cao 100 m (328 ft) gần như thẳng đứng. Nó có kích thước gần như so với người thật. Kỵ sĩ quay mặt sang bên phải, đang đâm một ngọn giáo vào một con sư tử nằm dưới chân ngựa. Một chim đại bàng bay trước mặt kỵ sĩ và một con chó chạy sau ông ta. Cảnh này mô tả tượng trưng một chiến thắng quân sự, tương tự như các hình ảnh được tìm thấy ở Saltovo, Soulek, Pliska và Veliki Preslav.